# Tenamonya Voyagers
Tenamonya Voyagers (てなもんやボイジャーズ?) es una miniserie de cuatro OVAs producida en 1999 por Bandai Visual y Pierrot, dirigida por Akiyuki Shinbo.
El canal de pago Locomotion estrenó los OVAs para América Latina y su señal de Iberia (España y Portugal) en diciembre del año 2000, siendo Tenamonya Voyagers el primer anime en ser emitido en idioma original y subtitulado por dicho canal.

## Argumento
Ayako Hanabishi es una profesora recién graduada que está buscando trabajo. Cuando una escuela le ofrece un puesto, ella no rechaza la oportunidad, sin importar que la escuela esté situada en el planeta Meldonia. Cuando Ayako llega allí, se encuentra con la escuela cerrada debido a problemas financieros. El problema es que Ayako no puede pagarse un viaje de vuelta a la Tierra. Afotunadamente, no está sola, Wakana Nanamiya es una colegiala de la misma escuela que también quiere volver a la Tierra, pero también está atascada, sin fondos para costearse el viaje de vuelta. Cuando una misteriosa mujer llamada Paraila cae allí junto con su robot, se reavivan sus esperanzas. Lo que no saben es que Paraila es jefe en el sindicato internacional del crimen conocido como Jaokai, y está siendo buscada tanto por la policía como por el sindicato, y ahora Ayako y Wakana son consideradas secuaces de Paraila.

## Personal
- Idea original: Ryoe Tsukimura
- Director: Akiyuki Shinbo
- Diseño de personajes: Masashi Ishihama
- Diseño mecánico: Naoyuki Konno y Noriaki Tetsura
- Director de arte: Junichi Higashi
- Director de fotografía: Takashi Azuhata
- Música: Masamichi Amano
- Director de sonido: Masafumi Mima
- Producción de música: Nippon Columbia
- Productor: Shigehiro Suzuki
- Animación: Pierrot
- Producción: Bandai Visual , Pierrot

## Música
La banda sonora fue compuesta por Masamichi Amano.

### Opening
Geba Geba March por Hiroshi Miyagawa.

### Ending
Dare ka ga Kaze no Naka de (誰かが風の中で?) por Ichirou Mizuki.